# Kneorum
Kneorum (lat. Cneorum), maleni biljni rod od dvije vrste vazdazelenih grmova iz porodice rutovki, nekada klasificiran vlastitoj porodici Cneoraceae.

## Rasprostranjenost
Rod je raširen u području Mediterana (Španjolska, uključujući Baleare), Francuska, Italija sa sardinijom i Kanarskih otoka.

## Vrste
1. Cneorum pulverulentum Vent.
2. Cneorum tricoccon L.